# Mystery Train/I Forgot to Remember to Forget
Mystery Train/I Forgot to Remember to Forget è il quinto singolo del cantante statunitense Elvis Presley, pubblicato nel formato a 45 giri e in quello a 78 giri il 20 agosto 1955.

## Descrizione
La canzone sul lato A è una cover di Mystery Train, incisa nel 1953 da uno dei due autori, Junior Parker, mentre il brano sul lato B, I Forgot to Remember to Forget era un brano originale, inciso da Presley per la prima volta.
Il disco raggiunse il numero uno della classifica nazionale Billboard nella country music nel febbraio 1956, e rimase in vetta per 5 settimane. Fu il primo singolo che rese Elvis Presley una star nazionale della musica country.
In totale rimase in classifica per 39 settimane..
Il disco venne poi ristampato dalla RCA Records dopo il passaggio di Presley a questa etichetta.

## Tracce
Lato A
1. Mystery Train (Junior Parker e Sam Phillips)

Lato B
1. I Forgot to Remember to Forget (Stan Kesler e Charlie Feathers)

## Formazione
- Elvis Presley – voce solista, chitarra acustica ritmica
- Scotty Moore – chitarra elettrica solista
- Bill Black – basso
- Johnny Bernero - batteria in I Forgot to Remember to Forget